# Lobopilumnus
Lobopilumnus is een geslacht van kreeftachtigen uit de klasse van de Malacostraca (hogere kreeftachtigen).

## Soort
- Lobopilumnus agassizii (Stimpson, 1871)